# Danielle Cohen-Levinas
 (juillet 2025).
Si vous disposez d'ouvrages ou d'articles de référence ou si vous connaissez des sites web de qualité traitant du thème abordé ici, merci de compléter l'article en donnant les références utiles à sa vérifiabilité et en les liant à la section « Notes et références ».
Pour les articles homonymes, voir Cohen et Levinas.
Danielle Cohen-Levinas, née Danielle Cohen, le 21 avril 1959 à Paris, est une philosophe et musicologue française également spécialiste de philosophie juive et de l'oeuvre d'Emmanuel Levinas. Elle est Professeure à la Faculté des lettres de Sorbonne Université, fondatrice et responsable du "Collège des études juives et de philosophie contemporaine" (Centre Emmanuel Levinas).

## Biographie

### Jeunesse et études
Pianiste de formation et ancienne élève diplômée du Conservatoire national supérieur de musique de Paris, Danielle Cohen-Levinas a suivi un double cursus, de philosophie et de musicologie, à l'université Paris Sorbonne-Paris IV et à l'université Paris-1 Panthéon-Sorbonne.
Danielle Cohen-Levinas soutient une thèse (1992) et une habilitation à diriger des recherches en philosophie (1994) à l'Université Paris-1 Panthéon-Sorbonne.

### Parcours professionnel
Elle entre à Radio France en 1982  (France Musique et France Culture) où elle fait une carrière de productrice jusqu'en 2005.
Elle est appelée à l'IRCAM dirigé alors par Pierre Boulez et nommée Rédactrice en chef de la revue Inharmoniques puis Les Cahiers de l'Ircam entre 1989 et 1993.
Nommée pensionnaire à la Villa Medicis à Rome en 1992, elle entre au CNRS en 1993 au "Laboratoire des Arts du spectacle" puis au "Laboratoire d'esthétique" de l'Université Paris I Panthéon-Sorbonne où elle enseigne comme Professeure associée, et y reste jusqu'en 1998. Elle est directrice de programme au Collège international de philosophie entre 1996 et 2002.
Nommée Professeure d'Esthétique musicale et de Philosophie de la musique à l'Université Paris Sorbonne-Paris en 1998, Danielle Cohen-Levinas fonde dès 1998 le "Centre d'esthétique, musique et philosophie contemporaine". Spécialiste de l’œuvre et de la pensée d'Emmanuel Levina, elle fonde et dirige en 2008 le "Collège des études juives et de philosophie contemporaine", qu'elle  fait nommer Centre Emmanuel Levinas (EA 3552) en 2011. Elle est chercheuse associée aux Archives Husserl de Paris de l'École Normale Supérieure de la rue d'Ulm (ENS-CNRS) depuis 2008 où elle travaille sur la phénoménologie française, plus particulièrement sur l’œuvre d'Emmanuel Levinas ainsi que sur son rayonnement au sein de la recherche internationale. C'est dans le cadre du "Collège des études juives et de philosophie contemporaine" qu'elle a pris l'initiative en décembre 2016, en collaboration avec Perrine Simon-Nahum, d'assurer le renouveau du "Colloque des Intellectuels juifs de langue française" (NCIJLF).
Elle est également associée depuis 2017 à La république des savoirs (ENS-CNRS-Collège de France-PSL) dans l'équipe Respublica-Literaria dirige par Antoine Compagnon
Parallèlement à ses recherches en esthétique et philosophie de la musique, en philosophie contemporaine et en phénoménologie française, Danielle Cohen-Levinas travaille particulièrement sur la pensée et la philosophie juive, autour notamment du moment judéo-allemand (H. Cohen, F. Rosenzweig, G. Scholem, L. Strauss...) et de l'École de Francfort (Adorno, Benjamin, Bloch...), ainsi qu'autour du renouveau des études bibliques et talmudiques en Europe d'un point de vue philosophique.
Entre 2011 et 2024, Danielle Cohen-Levinas a été chargée d'enseignement en philosophie juive à l'Université de Lausanne.
Depuis 2007, elle est conseillère éditoriale aux Éditions Hermann et directrice de la collection de philosophie « Le Bel Aujourd'hui » qu’elle a fondée la même année. En 2010, elle a créé aux Éditions Hermann une collection destinée à accueillir des ouvrages collectifs : la « collection Rue de la Sorbonne » et, en 2011, une collection consacrée à la pensée et aux études juives, « Panim el Panim ». Elle est présidente des Cahiers Maurice Blanchot qu'elle a cofondé avec Monique Antelme et Mike Holland de 2010 à 2020. Depuis 2010, elle est co-directrice de la revue de philosophie franco-italienne Phasis, distribuée en France par les éditions Vrin et depuis 2022, membre du comité de direction de la revue  de philosophie Paradosso (Université de Padoue).
Depuis 2019, elle est vice-présidente de la Société Francophone des Philosophies de la Religion (SFPR).
Danielle Cohen-Levinas est la femme du compositeur et pianiste Michaël Levinas et la belle-fille du philosophe Emmanuel Levinas.

## Publications principales
Cette bibliographie recense trop d'ouvrages (juillet 2025). Les ouvrages doivent être de « référence » dans le domaine du sujet de l'article. Il peut être souhaitable de les insérer dans une référence et de les enlever de la section « bibliographie ». Il peut être également utile de créer un article bibliographique spécifique.

### Philosophie, musique, esthétique, études lévinassiennes, éditions critiques

#### Ouvrages individuels
- La voix au-delà du chant, une fenêtre aux ombres, édition augmentée, Paris, Vrin, 2006 (1re édition Michel de Maule, 1987)
- Le présent de l’opéra au XXe siècle : chemins vers les nouvelles utopies, Paris, Kimé, 2001 (1re édition Art éd., 1994)
- Passage d’un seuil : thème et variations sur l’œuvre de Jean-Marc Bustamante, Éditions Musée de Eindhoven, 1994.
- Des notations musicales : frontières et singularités, Paris, L’Harmattan, 1996.
- La création après la musique contemporaine, Paris, L’Harmattan 1998.
- Causeries sur la musique, Paris, L’Harmattan, 1998.
- Le Style et l’Idée d’Arnold Schoenberg, nouvelle édition établie et préfacée par Danielle Cohen-Levinas, première édition française, 1977, Paris, Buchet/Chastel ; dernière édition, Paris, Buchet/Chastel, 2002, précédé d’une étude Prolégomènes au style et à l’idée musicale.
- L'énigme de l'humain, Politique et meta-politique chez Emmanuel Levinas (entretiens avec Miguel Abensour), Paris, Hermann, 2012.
- L'Opéra et son double, Paris, Vrin, 2013.
- Vers une analytique de l'esprit chez Emmanuel Levinas, suivi du texte d'Emmanuel Levinas, La compréhension de la spiritualité dans les cultures française et allemande, Paris, Payot/Rivage, 2014.
- Poesia e transcendenza - Levinas di fronte a Celan, précédé du texte d'Emmanuel Levinas, Paul Celan, dall'essere all' altro (version française, Paul Celan, de l'être à l'autre, Fata Morgana, 2002), traduit en italien par Giuseppe Pintus, Rome, Schibboleth, 2014.
- Partilha da literatura (Partage de la littérature), organisée par Piero Eyben et Alberto Pucheu et traduit en portugais par Fabricia Walace Rodrigues, Gabriela Lafetá Borges, Juliana Cecci Silva, Lucas Sales Lyra, Luísa Freitas, Nivalda Assunção de Araújo et Piero Eyben, Brasilia, Horizonte, 2014.
- Une percée de l'humain, suivi du texte d'Emmanuel Levinas, Être juif, et d'une lettre inédite à Maurice Blanchot, Paris, Payot/Rivages poche, 2015.
- Le devenir-juif du poème. Double envoi : Celan et Derrida, Montréal, Presses Universitaires de Montréal, 2015.
- Nous autres Européens, suivi du texte d'Emmanuel Levinas, De l'unicite, Paris, Payot/Rivages poche, 2018.
- L'impardonnable, Paris, Les éditions du Cerf, 2021.
- Beethoven, toujours. Trente-deux Sonates pour quel infini ? Entretiens avec Michael Levinas, Paris, Les éditions du Cerf, 2021.
- La haine des Juifs. Entretiens avec jean-Luc Nancy, Paris, Les éditions du Cerf, 2022.
- S'habiller du Nom de Dieu. L'évènement de la Révélation, Paris, Les Editions du Cerf, 2024.
- Le Monde d'après. 7 octobre 2023, sous la direction de Danielle Cohen-Levinas, Paris, Les Editions du Cerf, 2024.

#### Éditions critiques. Œuvres complètes d'Emmanuel Levinas - Inédits
- Eros, Littérature et philosophie, Œuvres 3, inédits d'Emmanuel Levinas, sous la direction de Jean-Luc Nancy et Danielle Cohen-Levinas, Établissement des textes et annotations par Danielle Cohen-Levinas assistée de David Stidler.
- Dossier Totalité et Infini, Œuvres 4. Inédits, d'Emmanuel Levinas, sous la direction de Danielle Cohen-Levinas et Dan Arbib, assistés de Nicolas Rault, Paris, ed. Grasset/Imec, 2024.

#### Ouvrages individues en langue étrangère
- Poesia e transcendenza - Levinas di fronte a Celan, précédé du texte d'Emmanuel Levinas, Paul Celan, dall'essere all' altro (version française, Paul Celan, de l'être à l'autre, Fata Morgana, 2002), traduit en italien par Giuseppe Pintus, Rome, Schibboleth, 2014.
- Partilha da literatura (Partage de la littérature), organisée par Piero Eyben et Alberto Pucheu et traduit en portugais par Fabricia Walace Rodrigues, Gabriela Lafetá Borges, Juliana Cecci Silva, Lucas Sales Lyra, Luísa Freitas, Nivalda Assunção de Araújo et Piero Eyben, Brasilia, Horizonte, 2014.
- l divenir-ebreo del poema. Doppio Invio : Celan e Derrida, Rome, ed. Schibboleth, 2018.
- Dov’è l’umano ? La vendetta alla prova della violenza, suivi de Vendetta ? de Robert Antelme, Rome, ed. InSchibboleth, 2023.
- L’impardonabile, Rome, ed. Schibboleth, 2023.
- L’odio per gli ebrei. In dialogo con Danielle Cohen-Levinas et Jean-Luc Nancy, Rome, ed. Castelvecchi, 2023.

#### Direction d'ouvrages collectifs
- Emmanuel Levinas : pour une philosophie de l’hétéronomie (dir.), Paris, Bayard, 2008
- Levinas et les théologies (codir. Shmuel Trigano), Paris, In Press, 2007
- Les territoires de la pensée (codir. Bruno Clément), Paris, PUF, 2007
- Temps historique, temps messianique, revue Lignes, octobre 2008.
- Emmanuel Levinas et le souci de l'art (dir.), Manucius, Paris, 2010.
- Le siècle de Schoenberg (dir.), Paris, Hermann, 2010.
- Lire Totalité et Infini, Études et interprétations, Paris, Hermann, 2011.
- Europe, numéro sur Emmanuel Levinas, Paris, 2011.
- Levinas / Derrida : lire ensemble, coédité Marc Crépon, Paris, Hermann, 2015.
- Figures du dehors, autour de Jean-Luc Nancy, (codir. Gisèle Berkman), ed. Cécile Defaut.
- Europe, numéro sur Walter Benjamin, Paris, 2013.
- La philosophie de Schelling. Le temps du système, le système des temps (dir. Revue Germanique Internationale), Paris, Éd. du CNRS, 2013.
- Appels de Jacques Derrida, précédé d'un texte de Jacques Derrida, "Justices" (ed. Danielle Cohen-Levinas et Ginette Michaud), Paris, Hermann, 2014.
- Inventions à deux voix. Entretiens avec Jean-Luc Nancy, Paris, Le Felin, 2015.
- Relire Totalité et Infini d'Emmanuel Levinas, (ed. Danielle Cohen-Levinas et Alexander Schnell), Paris, Vrin, coll. « Problèmes et Controverses », 2015.
- Mystique et philosophie dans les trois monothéismes (ed. Danielle Cohen-Levinas, Géraldine Roux et Meryem Sebti), Paris, Hermann, 2015.
- Revue Europe, numéro sur Paul Celan (ed.Danielle Cohen-Levinas), Paris, 2016.
- L'antijudaïsme à l'épreuve de la philosophie et de la théologie (ed. Danielle Cohen-Levinas et Antoine Guggenheim), Paris, Le Seuil, coll. « Le genre humain », 2016.
- Leo Strauss, judaïsme et philosophie (ed. Danielle Cohen-Levinas, Marc de Launay et Gérald Sfez), Paris, ed. Beauchesne, 2016.
- Relire Autrement qu'être ou au-delà de l'essence d'Emmanuel Levinas (ed. Danielle Cohen-Levinas et Alexander Schnell), Paris, Librairie Vrin, 2016.
- La Phénoménologie de l'Esprit de Hegel aujourd'hui (ed.), Revue Germanique Internationale, Paris, ed. CNRS, 2016.
- Perspectives néokantiennes (ed. Danielle Cohen-Levinas, Juan Manuel Garrido et Marc de Launay), Paris, ed. Hermann, 2017.
- Du bruit et du sensible. Autour de Jocelyn Benoist, sous la direction de Danielle Cohen-Levinas et Raoul Moati, Paris, Hermann, 2021.
- Judaïsme et christianisme dans la philosophie contemporaine, sous la direction de Danielle Cohen-Levinas et Philippe Capelle-Dumont, Paris, éditions du Cerf, 2021.
- Levinas lecteur de Heidegger, sous la direction de Danielle Cohen-Levinas et Alexander Schnell, Paris, Librairie Vrin, 2021.
- Noms de Dieu ! sous la direction de Danielle Cohen-Levinas, Paris, Les Editions du Cerf, 2024.
- Le Monde d'après. 7 octobre 2023, sous la direction de Danielle Cohen-Levinas, Paris, Les Editions du Cerf, 2024.

### Poésie et prose littéraire
- Un bruit dans le bruit, Paris, Mercure de France, 2004
- Le soleil est grammatical, Paris, Mercure de France, 2004
- La tristesse du Roi, Paris, Mercure de France, 2004
- Le pain des épices, coécrit avec Ginette Michaud, Montréal, 2010.
- Qui est comme Dieu, Paris, Belin, 2012 (poèmes).